# Las nieves del Kilimanjaro (película de 1952)
Las nieves del Kilimanjaro (en inglés, The Snows of Kilimanjaro) es una película estadounidense de 1952 basada en el relato homónimo de Ernest Hemingway, dirigida por Henry King y con Gregory Peck, Susan Hayward y Ava Gardner como actores principales. 
La película fue candidata a dos Óscar: a la mejor dirección artística y a la mejor fotografía.

## Argumento
Harry Street (Gregory Peck) es un escritor que ha sido gravemente herido en un accidente de caza en África. Está postrado en su litera en el campamento establecido cerca de las laderas del monte Kilimanjaro. En sus ataques febriles recuerda su pasado y cómo perdió a la mujer que más amó (Ava Gardner) y que ahora está muerta. Se hace reproches de haber antepuesto su trabajo como escritor a su vida privada, y se considera un fracasado. Su mujer Helen (Susan Hayward) cuida de él mientras esperan la llegada de ayuda. Ella se muestra comprensiva y le manifiesta su amor. Poco a poco Harry se va dando cuenta de que junto a su mujer podrá rehacer su vida.

## Doblaje
| Personaje            | Actor original | Actor de voz         | Actor de voz        | Actor de voz         | Actor de voz            | Actor de voz                    | Actor de voz             |
| -------------------- | -------------- | -------------------- | ------------------- | -------------------- | ----------------------- | ------------------------------- | ------------------------ |
|                      |                | Cine (25-9-1953)     | Cine (1967)         | TVE (25-2-1973)      | Cine (26-4-1985)        | VHS Polisistem S.A. (¿?-6-1987) | DVD CD-Video-S.L. (2002) |
| Harry Street         | Gregory Peck   | José Guardiola       | Rafael Luis Calvo   | Abilio Fernández     | Luis Carrillo           | Héctor Cantolla                 |                          |
| Harry Street (Joven) | Charles Bates  |                      | Roberto Martín      | Abilio Fernández     |                         |                                 |                          |
| Cynthia Green        | Ava Gardner    | Mari Ángeles Herranz | Elsa Fábregas       | Rosa Guiñón          | Celia Honrubia          | Paloma Escola                   | Toni Avilés              |
| Helen                | Susan Hayward  | Lola Cervantes       | María Luisa Solá    | Mari Ángeles Herranz | María Dolores Díaz      | María Massip                    | Rosa María Hernández     |
| Condesa Liz          | Hildegard Knef | Elsa Fábregas        | Roser Cavallé       | Ana María Saizar     | María Jesús Nieto       |                                 |                          |
| Molo                 | Emmett Smith   |                      | José María Angelat  |                      | Julio Núñez             |                                 |                          |
| Tío Bill             | Leo G. Carroll | Juan León Córdoba    | Felipe Peña         | Francisco Sánchez    | Féliz Acaso             | Claudio Rodríguez               |                          |
| Sr. Johnson          | Torin Thatcher | Julio Goróstegui     | Arsenio Corsellas   | Joaquín Vidriales    | Roberto Cuenca Martínez | José María Cordero              |                          |
| Emile                | Marcel Dalio   |                      | Joaquín Díaz        | Fernando Mateo       | Alfonso Laguna          | Francisco Andrés Valdivia       |                          |
| Dr. Simmons          | Leonard Carey  |                      | Miguel Alonso       |                      |                         | Francisco Arenzana              |                          |
| Connie               | Helen Stanley  |                      | Rosa Guiñón         | Delia Luna           |                         |                                 |                          |
| Annette              | Janine Grandel |                      | María Victoria Durá | Ana Díaz Plana       |                         |                                 |                          |
| Mayordomo            | George Davis   |                      | José María Angelat  |                      |                         |                                 |                          |
| Soldado Americano    | Bert Freed     |                      | José María Angelat  | Juan Miguel Cuesta   | Federico Guillén        |                                 |                          |

## Producción
No fue fácil para Henry King convencer a Gregory Peck a participar en el proyecto ya que había trabajado en otra adaptación del famoso novelista y había resultado un fracaso.
Una vez preparado todo para el rodaje se rodó la película en Tanzania. También se rodó en Francia, en España y en Egipto. Se rodó entre el 10 de febrero de 1952 y el 21 de abril de 1952.